# Aproximant mediopalatal sonora
L'aproximant palatal sonora és un so de la parla que es representa [j] en l'AFI, és a dir, la lletra jota minúscula. Existeix en força llengües indoeuropees i en el japonès, entre d'altres.

## Característiques
- És una consonant perquè hi ha una interrupció total del pas de l'aire
- És sonora perquè hi ha vibració de les cordes vocals
- És un so central pulmonar

## En català
Sol estar representat amb la lletra i de valor consonàntic o semiconsonàntic, com en "iogurt" o "Laia". En aquests casos, la [j] forma un diftong creixent amb la vocal que la segueix.